# Pemagatshel (plaats)
Pemagatshel is een plaats in Bhutan en is de hoofdplaats van het district Pemagatshel.
In 2005 telde Pemagatshel 1066 inwoners.